# 藍點鰓棘鱸
截尾鰓棘鱸（学名：Plectropomus areolatus），又稱藍點鰓棘鱸、截尾豹鱠、西星斑，为鮨科鳃棘鲈属的鱼类，属于暖水性底层鱼类，其多见于珊瑚礁。
被IUCN列為次級保育類動物。

## 分布
本魚分布於印度太平洋區，包括東非、日本、菲律賓、台灣、澳洲、印尼等海域。

## 深度
水深4至100公尺。

## 特徵
本魚各鰭黑褐色近於黑色，體色較淡，全身散佈許多細小的藍色斑點，斑點隨魚的成長而變大，但均不超過眼徑。尾鰭後緣明顯截平，背鰭有硬棘13枚，軟條11枚、臀鰭有硬棘3枚，軟條7枚。體長可達100公分。

## 生態
為熱帶、亞熱帶暖水域魚類，棲息環境以珊瑚礁或岩石海域為主，以其他魚類為食。

## 經濟利用
食用魚，新鮮者適合煮紅燒，冷凍魚煮湯。本種大型魚不可食用，因其含有熱帶海藻毒，食用可能會上吐下瀉。